# Encentrum permutandum
Encentrum permutandum är en hjuldjursart som beskrevs av Tzschaschel 1979. Encentrum permutandum ingår i släktet Encentrum och familjen Dicranophoridae. Inga underarter finns listade i Catalogue of Life.